# Judi Trott
Judi Trott (* 11. November 1962 in Plymouth, Devon, England) ist eine britische Schauspielerin.

## Leben
Trott besuchte zunächst die Royal Ballet School, danach machte sie eine Schauspielausbildung in London. 1980 hatte sie eine erste Rolle im Spielfilm Heaven’s Gate mit Kris Kristofferson in der Hauptrolle. Es folgten verschiedene Rollen in britischen Fernsehproduktionen. Größere Bekanntheit im deutschsprachigen Raum erlangte sie Mitte der 1980er Jahre durch ihre Darstellung der Lady Marion in der Serie Robin Hood. Bei den Dreharbeiten lernte sie den Kameramann Gary Spratling kennen, den sie daraufhin heiratete. Seither trat sie nur noch sporadisch als Schauspielerin auf.

## Filmografie (Auswahl)
- 1980: Heaven’s Gate – Das Tor zum Himmel (Heaven’s Gate)
- 1981: Ragtime
- 1982: Charles & Diana: A Royal Love Story (Fernsehfilm)
- 1982: Take Three Women (Fernsehserie, eine Folge)
- 1982: Living Apart Together
- 1982: Iolanthe (Fernsehfilm)
- 1983: Widows (Miniserie, eine Folge)
- 1984: Morte d’Arthur (Fernsehfilm)
- 1984–1986: Robin Hood (Robin of Sherwood, Fernsehserie, 24 Folgen)
- 1985: Reunion at Fairborough (Fernsehfilm)
- 1987: Truckers (Fernsehserie, eine Folge)
- 1989: Storyboard (Fernsehserie, eine Folge)
- 1989: Ruhe vor dem Sturm (Circles in a Forest)
- 1993: A Chance to Dance (Fernsehfilm)
- 1997: Painted Lady (Fernsehfilm)